# Harrisina
Harrisina is een geslacht van vlinders van de familie bloeddrupjes (Zygaenidae), uit de onderfamilie Procridinae.

## Soorten
- H. americana (Guérin-Meneville, 1829)
- H. anisa Hering, 1924
- H. approximata Hering, 1924
- H. auchenochrysa Dyar, 1912
- H. australis Stretch, 1885
- H. aversus (Edwards, 1884)
- H. boliviensis Hering, 1924
- H. brevistrigata Hering, 1924
- H. brillians Barnes & McDunnough, 1910
- H. coracina (Clemens, 1861)
- H. cyanea (Barnes & McDunnough, 1910)
- H. chalcina Jordan, 1913
- H. chalestra (Druce, 1899)
- H. charax Druce, 1891
- H. dantasi Schaus, 1892
- H. draudti Hering, 1925
- H. elongata Druce, 1891
- H. eminens Schaus, 1892
- H. erythrogramma Hering, 1924
- H. flavithorax Hering, 1925
- H. fulvinota Butler, 1876
- H. guatemalena (Druce, 1884)
- H. innocens Hering, 1925
- H. invaria (Walker, 1854)
- H. janeira Schaus, 1892
- H. lepta Jordan, 1913
- H. longicaulis Hering, 1925
- H. lustrans Beutenmüller, 1894
- H. mephisto Jones, 1921

- H. metallica Stretch, 1885
- H. mexicana Schaus, 1889
- H. mystica (Walker, 1854)
- H. peritta Hering, 1924
- H. prava Hering, 1925
- H. proeminens Jörgensen, 1932
- H. ricara Jörgensen, 1932
- H. rubroventralis Hering, 1932
- H. rumelii Druce, 1884
- H. seitzi Hering, 1932
- H. smaragdina Hering, 1941
- H. splendens Jordan, 1913
- H. tergina Jordan, 1913
- H. tersa Druce, 1899
- H. tessacans Dyar, 1912
- H. venata Jordan, 1913
- H. virescens (Hampson, 1907)
- H. zikani Hering, 1932